# Francis Amuzu
Francis Apelete Amuzu (Accra, 23 agosto 1999) è un calciatore ghanese naturalizzato belga, attaccante del Grêmio.

## Carriera

### Club
Nato in Ghana e trasferitosi in Belgio da piccolo con la famiglia, nel 2015 è passato all’Anderlecht, con cui ha esordito in prima squadra il 22 dicembre 2017, decidendo con una rete l’incontro vinto contro l’Eupen.

### Nazionale
Ha giocato nelle nazionali giovanili belghe Under-19 ed Under-21.

## Statistiche

### Presenze e reti nei club
Statistiche aggiornate all'11 febbraio 2025.
| Stagione             | Squadra           | Campionato        | Campionato | Campionato | Coppe nazionali | Coppe nazionali | Coppe nazionali | Coppe continentali | Coppe continentali | Coppe continentali | Altre coppe | Altre coppe | Altre coppe | Totale | Totale | Totale |
| Stagione             | Squadra           | Comp              | Pres       | Reti       | Comp            | Pres            | Reti            | Comp               | Pres               | Reti               | Comp        | Pres        | Reti        | Pres   | Reti   |        |
| -------------------- | ----------------- | ----------------- | ---------- | ---------- | --------------- | --------------- | --------------- | ------------------ | ------------------ | ------------------ | ----------- | ----------- | ----------- | ------ | ------ | ------ |
| dic. 2017.-giu. 2018 | Anderlecht        | D1                | 7+4        | 1          | CB              | -               | -               | UCL                | -                  | -                  | -           | -           | -           | 11     | 1      |        |
| 2018-2019            | Anderlecht        | D1                | 21+9       | 1          | CB              | 1               | 0               | UEL                | 4                  | 0                  | -           | -           | -           | 35     | 1      |        |
| 2019-2020            | Anderlecht        | D1                | 20         | 3          | CB              | 1               | 0               | -                  | -                  | -                  | -           | -           | -           | 21     | 3      |        |
| 2020-2021            | Anderlecht        | D1                | 29+6       | 2          | CB              | 4               | 0               | -                  | -                  | -                  | -           | -           | -           | 39     | 2      |        |
| 2021-2022            | Anderlecht        | D1                | 31+6       | 5+4        | CB              | 6               | 0               | UECL               | 3                  | 1                  | -           | -           | -           | 46     | 10     |        |
| 2022-2023            | Anderlecht        | D1                | 33         | 3          | CB              | 2               | 0               | UECL               | 15                 | 0                  | -           | -           | -           | 50     | 3      |        |
| 2023-2024            | Anderlecht        | D1                | 12+9       | 3+1        | CB              | 0               | 0               | -                  | -                  | -                  | -           | -           | -           | 21     | 4      |        |
| 2024-gen.2025        | Anderlecht        | D1                | 18         | 2          | CB              | 3               | 0               | UEL                | 7                  | 2                  | -           | -           | -           | 28     | 4      |        |
| Totale Anderlecht    | Totale Anderlecht | Totale Anderlecht | 171+34     | 20+5       |                 | 17              | 0               |                    | 29                 | 3                  |             | -           | -           | 251    | 28     |        |
| 2025                 | Grêmio            | PD/RS+A           | 0+0        | 0+0        | CB              | 0               | 0               | CS                 | 0                  | 0                  | -           | -           | -           | 0      | 0      |        |
| Totale carriera      | Totale carriera   | Totale carriera   | 205        | 25         |                 | 17              | 0               |                    | 29                 | 3                  |             | -           | -           | 251    | 28     |        |